# Rachel Kempson
Rachel Kempson (Dartmouth, 28 maggio 1910 – Millbrook, 24 maggio 2003) è stata un'attrice britannica.

## Famiglia
Nata a Dartmouth (Devon, Inghilterra), da Beatrice Hamilton Ashwell ed Eric William Edward Kempson, preside scolastico, nel 1935 sposò l'attore Michael Redgrave, con il quale rimase fino alla morte di lui, avvenuta nel 1985. La coppia ha avuto tre figli divenuti celebri attori: Vanessa Redgrave (1937), Corin Redgrave (1939-2010) e Lynn Redgrave (1943-2010).
Inoltre è nonna, tra gli altri, delle attrici Joely Richardson e Natasha Richardson (morta nel 2009 a 46 anni per una emorragia cerebrale in seguito ad una caduta da sci), di Jemma Redgrave e di Carlo Gabriel Nero.
È morta nel 2003, a 92 anni, per un ictus.

## Filmografia parziale

### Cinema
- Cuore prigioniero (The Captive Heart), regia di Basil Dearden (1946)
- Il sorriso della Gioconda (A Woman's Vengeance), regia di Zoltán Korda (1948)
- The Sea Shall Not Have Them, regia di Lewis Gilbert (1954)
- Tom Jones, regia di Tony Richardson (1963)
- Il terzo segreto (The Third Secret), regia di Charles Crichton (1964)
- La maledizione della mosca (Curse of the Fly), regia di Don Sharp (1965)
- Georgy, svegliati (Georgy Girl), regia di Silvio Narizzano (1966)
- Grand Prix, regia di John Frankenheimer (1966)
- I ribelli di Carnaby Street (The Jokers), regia di Michael Winner (1967)
- I seicento di Balaklava (The Charge of the Light Brigade), regia di Tony Richardson (1968)
- The Virgin Soldiers, regia di John Dexter (1969)
- La mia Africa (Out of Africa), regia di Sydney Pollack (1985)
- Déjà vu, regia di Henry Jaglom (1997)

### Televisione
- Colonnello March (Colonel March of Scotland Yard) – serie TV, episodio 1x07 (1956)
- Jane Eyre nel castello dei Rochester (Jane Eyre), regia di Delbert Mann – film TV (1970)
- Il piccolo Lord (Little Lord Fauntleroy), regia di Jack Gold – film TV (1980)
- Camille, regia di Desmond Davis – film TV (1984)

## Doppiatrici italiane
- Franca Dominici in Il sorriso della Gioconda, Il piccolo Lord
- Giovanna Scotto in Il terzo segreto
- Dhia Cristiani in Georgy, svegliati
- Renata Marini in Jane Eyre nel castello dei Rochester
- Anna Miserocchi in La mia Africa